# Jachtařský klub Balatonfüredi

Vlajka Jachtařského klubu Balatonfüredi

Jachtařský klub Balatonfüredi (anglicky: Balatonfüredi Yacht Club; BYC) je nejstarší maďarský jachtařský klub a jeden z jeho předních jachtařských klubů. Od svého založení v roce 1867 jeho programy pro mládež vycvičily několik Olympioniků a vítězů závodu Modrá stuha kolem Balatonu. V žebříčku Maďarského svazu jachtingu je BYC zařazen mezi nejlepší jachtařské kluby v zemi.

## Dějiny
Jachtařský svaz Balaton-Füred byl založen členy maďarské šlechty v roce 1867. Jeho první předseda se naučil plachtit v Anglii. V roce 1881 anglický stavitel lodí zřídil obchod v sousedství klubovny. V roce 1884 a znovu v roce 1912 změnil název nejprve na Jachtařský svaz Stefania a poté na Maďarský jachtařský svaz a nakonec až do druhé světové války na Maďarský královský jachtařský klub. Po druhé světové válce byly rozpuštěny soukromé sociální skupiny, včetně jachtařského klubu. V roce 1948 založil Istvan Németh Sportovní sdružení pracovníků přepravy Balaton, které se v roce 1951 přejmenovalo na Balatonfüredi Vasas SC. V roce 1985 se přejmenovalo na Ganz Ship Balatonfüredi SE a v roce 1990 na Sportovní klub Balatonfüredi. Název Jachtařský klub Balatonfüredi získalo v roce 1996.